# Німецький документ особистості

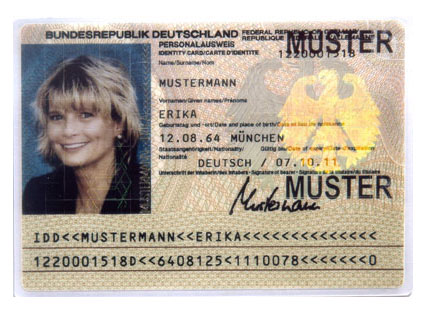
Екземпляр більшого німецького документу особистості, виданого з 1 квітня 1987 року по 31 жовтня 2010 року, дійсний до 30 жовтня 2020 року. Голографічний орел - частина функції Identigram, доданої в 2001 році - видно справа.

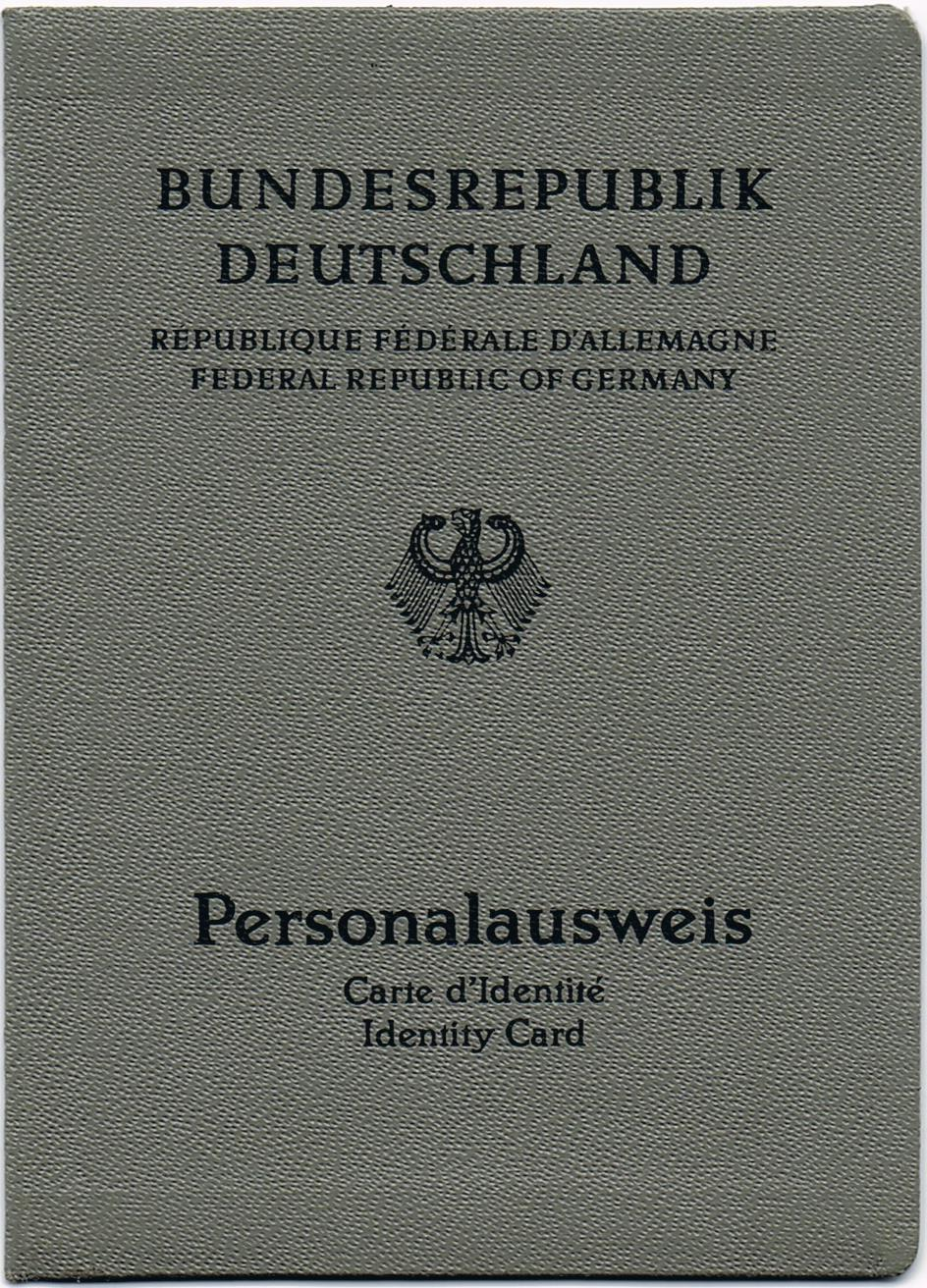
Західній німецький документ особистості, виданий з 1 січня 1951 року по 31 березня 1987 року, дійсний до 30 березня 1997 року

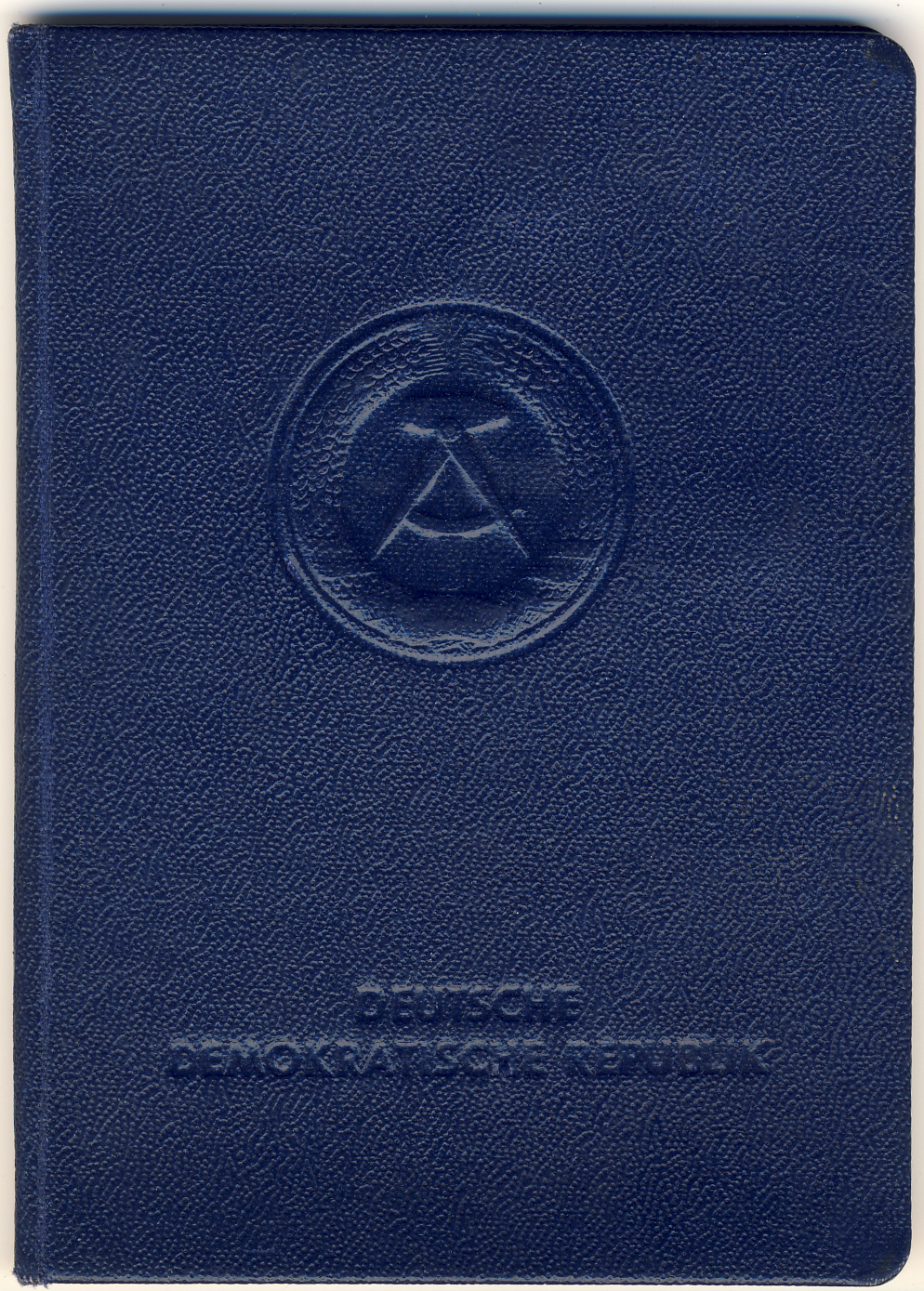
Документ особистості Східної Німеччини, виданий з 1 листопада 1951 року по 2 жовтня 1990 року, дійсний до 31 грудня 1995 року

Німецький документ особистості (нім. Personalausweis, нім. вимова: [pɛʁzoˈnaːlʔaʊ̯sˌvaɪ̯s] ( прослухати)) виданий німецьким громадянам місцевими реєстраційними офісами в Німеччині та дипломатичними представництвами за кордоном, виготовляється у Bundesdruckerei в Берліні.

## Обов'язок ідентифікації
Згідно з німецьким законом про обов'язок ідентифікації, обов'язковою є наявність у всіх, хто мешкає в Німеччині і досяг 16 років або старше, або документу особистості, або паспорта. Хоча поліцейські та деякі інші посадовці мають право вимагати показати один із цих документів, закон не вимагає негайного подання документа у цей самий момент.
Оскільки усім в Німеччині обов'язково мати ID-карту або паспорт, прийняття інших офіційних документів (наприклад, водійські посвідчення) як підтвердження особистості не гарантується, особливо для старих водійських посвідчень з меншим рівнем безпеки. До 2013 року німецькі водійські посвідчення видавалися без строку дії, і їх треба було замінити лише через директиву ЄС 2006 року. На момент останнього строкового терміну дійсності таких посвідчень може бути понад 80 років.
Німецькі громадяни, які подорожують всередині Європа [джерело?] (крім Білорусі, Росії, України та Сполучене Королівство) або до Єгипет, Французькі заморські території, Грузія, Montserrat (максимум 14 днів), Туреччина, та під час організованих турів до Тунісу можуть використовувати свою ID-карту, яка є машиночитаним документом для подорожей, замість паспорта.
Так само, як німецькі паспорти, німецькі документ особистості дійсні протягом десяти років (шість років, якщо власнику менше 24 років на момент видання).
Наразі вартість ID-карти складає 37€ (€22,80, якщо власнику менше 24 років на момент видання).

## Історія
У 1938 році нацисти зобов'язали чоловіків військового віку та євреїв (які мали на своїх картах позначку 'J') носити документи особистості. Незабаром після початку Другої світової війни це було розширено на всіх громадян, які перевищили 15 років.
У 1951 році і в Західній Німеччині, і в Східній Німеччині почали видавати документи особистості у форматі ID-2.[джерело?]
В Західній Німеччині в 1980-х роках була розроблена та введена в обіг поліпшена документ особистості, починаючи з квітня 1987 року. Документ складався з одного ламінованого аркуша паперу із машинно-читабельною зоною. Для запобігання підробці в ньому були включені водознаки, гільоше, мікротиснення, флуоресцентні барвники та багатоколірні флуоресцентні волокна. Крім того, ім'я власника було вивірено за допомогою лазерного гравірування на пластиковому фільмі, а фотографію власника було надруковано на документі, так що її не можна було видалити і замінити іншою (на відміну від старих документів особистості, де фотографію просто клеїли на документ).[джерело?]
Коли Східна Німеччина приєдналася до Західної Німеччини 3 жовтня 1990 року, введено в обіг Західнонімецький документ особистості в колишній східній частині країни; дійсні документи особистості Східної Німеччини можна було використовувати до 31 грудня 1995 року.[джерело?]
У листопаді 2001 року була додана так звана Identigram - кілька голографічних захисних елементів, включаючи тривимірного німецького Орла, голографічну копію фотографії власника (так звану Голографічну Тіньову Фотографію), голографічну копію машинно-читабельної зони, голографічне мікротиснення та кінематичні елементи.[джерело?]
Поточний тип ID-1 введено в обіг з листопада 2010 року. В ньому міститься RFID чіп, схожий на той, що в біометричних паспортах. Чіп зберігає інформацію, вказану в документі особистості (наприклад, ім'я або дату народження), фотографію власника (яка, на відміну від фотографії на старих документах особистості, повинна бути біометричною), а також, якщо власник цього бажає, його відбитки пальців. Крім того, новий документ особистості може бути використаний для онлайн-аутентифікації (наприклад, для перевірки віку або для застосувань електронного урядування). Електронний підпис, наданий приватною компанією, також може зберігатися на чіпі.[джерело?]

## Фізичний вигляд

Передня і задня сторони поточного документа особистості (зразок)

Поточний документ особистості є ID-1 (розмір кредитної картки) пластикова картка з вбудованим RFID чіпом. Він покритий багатокольоровими гільошами і здалеку виглядає зелено-коричневим. Вся інформація на ньому (крім національності та кольору очей) наведена на німецькій, англійській та французькій мовах.

### Передня сторона
На передній стороні зображений німецький Орел і слова "BUNDESREPUBLIK DEUTSCHLAND / FEDERAL REPUBLIC OF GERMANY / RÉPUBLIQUE FÉDÉRALE D'ALLEMAGNE" і "PERSONALAUSWEIS / IDENTITY CARD / CARTE D'IDENTITÉ". Вона містить наступну інформацію:
- Фото власника документа особистості (біометрична фотографія)
- Номер документа (9 алфавітно-цифровий символ)
- Номер доступу до RFID чіпа (6 десятковий символ)[6]
- Прізвище
  - Докторський ступінь (тільки якщо власник має цю ступінь)
  - При народженні (тільки якщо відрізняється від поточного прізвища)
- Ім'я(мена)
- Дата народження (дд.мм.рррр)
- Національність (DEUTSCH)
- Місце народження (Тільки місто/село народження, без країни)
- Дата закінчення (дд.мм.рррр)
- Підпис власника

### Задня сторона
На задній стороні зображена Бранденбурзька брама. Вона містить наступну інформацію:
- Колір очей
- Зріст у см
- Дата видачі (дд.мм.рр)
- Орган, що видав
- Місце проживання (поштовий індекс, місто, вулиця, номер будинку)
- Релігійна назва або Псевдонім (тільки якщо власник має одне з цих значень)
- Машинозчитуваний зон

### Машинозчитуваний зон
МРЗ структурована згідно з міжнародним стандартом Міжнародної організації цивільної авіації (ICAO) для машинозчитуваних документів особистості:

#### Перший рядок
| positions | text                  | meaning                                 |
| --------- | --------------------- | --------------------------------------- |
| 1–2       | ID                    | identity document                       |
| 3         | D                     | країна видачі: Німеччинаy (Deutschland) |
| 6–14      | буквено-цифрові цифри | номер документа                         |
| 15        | десятковий цифри      | контрольна цифра старше 6–14            |

#### Другий рядок
| positions | text              | meaning                                                                      |
| --------- | ----------------- | ---------------------------------------------------------------------------- |
| 1–6       | десятковий цифри  | дата народження (YYMMDD)                                                     |
| 7         | десятковий цифри  | [контрольна цифра]] старше 1–6                                               |
| 9–14      | десятковий цифри  | дата закінчення терміну дії (YYMMDD)                                         |
| 15        | десятковий цифри' | контрольна цифра старше 9–14                                                 |
| 16        | D                 | національність власника: німець (Deutsch)                                    |
| 30        | десятковий цифри  | контрольна цифра старше 6–30 (верхня лінія), 1–7, 9–15, 19–29 (средня лінія) |

#### Третій рядок
| positions | text                                                  | meaning              |
| --------- | ----------------------------------------------------- | -------------------- |
| 1–30      | alphabetic digits<alphabetic digits<alphabetic digits | SURNAME< GIVEN<NAMES |

### Різні варіанти написання одного імені в одному документі
- Німецькі імена: Німецькі імена, що містять літери з двома крапками (ä, ö, ü) і/або ß, написані правильно в не-машинозчитувальній зоні ID-карти, але в машинозчитувальній зоні з літерами AE, OE, UE і/або SS, наприклад, Müller стає MUELLER, Groß стає GROSS, і Gößmann стає GOESSMANN.
  - Транскрипція, вказана вище, взагалі використовується для авіаквитків тощо, але іноді (як у візах США) також використовуються прості голосні (MULLER, GOSSMANN), тому паспорт, віза і авіаквиток можуть містити різні написання одного імені.

Три можливі варіанти написання одного імені (наприклад, Müller / Mueller / Muller) у різних документах іноді викликають плутанину, і використання двох різних написань в одному документі може створити враження, що документ є підробкою.
- Іноземні імена: У деяких іменах натуралізованих громадян деякі спеціальні літери, які відсутні, завжди можуть бути замінені простими літерами, також в не-машинозчитувальній зоні. "Bundesdruckerei AG," яка друкує німецькі паспорти, використовує шрифт LA8 Passport, який включає латинський піднабір символів Юнікоду (ISO 10646), щоб літери, такі як ç і ł, можна було відображати хоча б в не-машинозчитувальній зоні ID-карти. В машинозчитувальній зоні спеціальні символи замінюються простими символами (наприклад, é стає E) або транскрибуються згідно з правилами Міжнародної організації цивільної авіації (ICAO) (наприклад, å стає AA, ø стає OE, тощо).

Імена, спочатку написані алфавітом іншої мови, можуть створювати іншу проблему, якщо існують різні міжнародно визнані стандарти транскрипції.
Наприклад, російське прізвище Горбачёв транскрибується як:
"Gorbatschow" німецькою мовою, 

"Gorbachev" англійською мовою (також стандарт ICAO), 

"Gorbatchov" французькою мовою, 

"Gorbachov" іспанською мовою, 

"Gorbaczow" польською мовою, і так далі. 

Німецькі документи особистості використовують офіційно зареєстроване в Німеччині ім'я латинськими літерами, зазвичай на основі транскрипції на німецьку мову.
Німецьке право про імена приймає альтернативні літери, такі як літери з двома крапками (ä, ö, ü) і/або ß в прізвищах як підставу для офіційної зміни імені (навіть лише зміна написання, наприклад, з Müller на Mueller або з Weiß на Weiss вважається зміною імені).

### Чіп
У нових ID-картах міститься 13,56 МГц чіп, сумісний з ISO 18000-3 та ISO 14443, який використовує протоколи ISO 7816. Чіп зберігає інформацію, вказану на ID-картці (таку як ім'я або дата народження), фотографію власника і, за бажанням власника, його відбитки пальців. Крім того, нову ID-карту можна використовувати для онлайн-аутентифікації (наприклад, для перевірки віку або для електронного урядування). Електронний підпис, наданий приватною компанією, також може бути збережений на чіпі. Згідно з правилами ЄС, у картках, виданих після 2021 року, повинні зберігатися відбитки пальців.
Номер документу, фотографія та відбитки пальців можуть бути прочитані лише правоохоронними органами та деякими іншими владами. Усі агентства з видачі ID-карт були обладнані засобами читання, які були сертифіковані Німецьким Федеральне управління інформаційної безпеки (BSI). Працівники агентства можуть використовувати ці модулі для відображення всіх особистих даних, збережених на чіпі, включаючи цифрову фотографію паспорта та, у разі необхідності, збережені відбитки пальців.
Для використання функції онлайн-аутентифікації власник потребує шестизначний десятковий PIN. Якщо власник введе неправильний PIN, йому доведеться ввести шестизначний десятковий код доступу, вказаний на ID-картці, щоб довести, що він дійсно володіє ID-карткою. Якщо неправильний PIN використовується три рази, для розблокування чіпа потрібно використовувати PUK.
Дані на чіпі захищені Базовий контроль доступу та Розширений контроль доступу.

### Засоби безпеки
У посвідці особи містяться такі засоби безпеки[джерело?]:
- багатокольорові guillochés
- microprinting: BUNDESREPUBLIK DEUTSCHLAND
- флуоресцентні елементи, які світяться різними кольорами під УФ-світлом:
  - нанесення УФ:
    - орли та BUNDESREPUBLIK DEUTSCHLAND (у макродруку): червоно-помаранчевий
    - BUNDESREPUBLIK DEUTSCHLAND BUNDESREPUBLIK DEUTSCHLAND BUNDESREPUBLIK DEUTSCHLAND (у мікродруку): жовтий
    - guillochés: бірюзовий

  - випадково розподілені флуоресцентні волокна: червоний, жовтий, бірюзовий
- тактильні особливості:
  - номер доступу для чіпа RFID та дата закінчення дії є тактильними
  - поверхневий тиснення: карта Німеччини та мікротекст BUNDESREPUBLIK DEUTSCHLAND
- security thread: змінює колір при перегляді під різними кутами; індивідуалізований: NNNNNNNNNN<<SURNAME<<GIVEN<NAMES<<<<<<<<<< (NNNNNNNNNN - це номер документу з урахуванням контрольної цифри; загалом на нитці можна знайти 42 цифри))
- змінне лазерне зображення: відображає дату закінчення дії або портрет власника, залежно від кута огляду
- чорнило змінного кольору: колір тексту BUNDESREPUBLIK DEUTSCHLAND змінюється від чорного до зеленого до синього
- 2D і 3D holographic security elements:
  - голограми із змінним кольором: колір змінюється в залежності від кута (фіолетовий-синьо-бірюзовий-зелений-жовтий-помаранчевий-червоний)
    - голографічний портрет: голографічне відтворення фотографії власника
    - чотири орли зліва від голографічного портрету: змінюють свій колір під іншим кутом, ніж сам портрет
    - номер документу: NNNNNNNNN, 9 цифр
    - ім'я власника: SURNAME<<GIVEN<NAMES<<<<<<<<<<, 30 цифр

  - зелені кінематичні структури над звичайним зображенням:
    - орел: яскравий орел на темному гексагоні змінюється на темного орла на світлому гексагоні з літерою D в гексагоні при нахилі документа
    - гексагон: рухається по зображенню при нахилі документа
    - зірки: змінюють свій розмір при нахилі документа
    - літера D: рухається по зображенню і перетворюється в зірку
    - текст на лівому боці зображення; видимий лише під певним кутом
      - макротекст: BUNDESREPUBLIK DEUTSCHLAND
      - мікротекст: BUNDESREPUBLIK DEUTSCHLAND BUNDESREPUBLIK DEUTSCHLAND BUNDESREPUBLIK DEUTSCHLAND

  - машинно-перевірна структура: червона пляма, яку можна перевірити машинами
  - 3D орел: червоно-золотий орел видно лише під певним кутом

## Проблеми та виклики
Більшість німецьких громадян не знають про переваги навіть існування електронних ID-карток, тому вони їх практично не використовують. У 2019 році лише 6 відсотків усіх німецьких громадян скористалися своєю електронною ID-карткою. 32% навіть не активували цю послугу, головним чином через незнання, що з нею робити, або через те, що вони не бачать в ній додаткової користі. Уряд Німеччини не зміг налагодити ефективну комунікацію щодо потенційної цінності цієї послуги для громадян і не зміг побудувати довіру до неї. Спроба уряду збільшити використання електронної ID-картки шляхом автоматичного включення послуги на ново виданих ID-картках не вирішує проблему довіри та пропозиції вартості.
Крім того, електронна ID-картка не застосовна для багатьох видів операцій порівняно з іншими країнами. Для всіх німецьких громадян доступні лише 45 послуг, решта 86 можуть бути використані лише у конкретних муніципалітетах і федеральних землях (BCG, 2020). Впровадження електронних послуг вимагає значних витрат, що означає наявність бар'єрів адаптації зі сторони постачальників, особливо для малих адміністративних офісів.
Повільний розвиток є також проблемою для впровадження майбутніх електронних послуг в інших сферах. Наприклад, електронна ID-картка є вимогою для цифрових медичних записів, які пропонують страхові компанії (BCG, 2020). Це означає, що повільна адаптація електронної ID-картки також сповільнює цифровізацію в інших галузях.

## Висновки
У розвинених країнах, таких як Німеччина, електронні ID-картки є необхідним варіантом завдяки їхній можливості та широкому поширенню. Встановлення мікросхеми в ID-картці та зберігання необхідних даних забезпечує електронну ідентифікацію та підпис для кожної особи, яка її володіє. Для отримання ID-картки особа повинна пройти процедуру ідентифікації в Міністерстві внутрішніх справ (MUP). Електронний ID дозволяє проводити різноманітні онлайн-адміністративні процедури, але найбільше від нього вигідні та підтримують його носії фінансових послуг. Все це є частиною політики цифровізації.

## ID-картка Східної Німеччини
ID-картки в Східній Німеччині мали форму паперових книжечок у синьому пластиковому покритті, схожому на сучасні паспорти. Ззовні був витиснутий герб Німецької Демократичної Республіки, а також слова "DEUTSCHE DEMOKRATISCHE REPUBLIK" ("Німецька Демократична Республіка"). На першій сторінці обкладинки є попередження власникові:
Bürger der Deutschen Demokratischen Republik
Dieser Ausweis ist Ihr wichtigstes Dokument
Sie haben deshalb:
diesen Personalausweis stets bei sich zu tragen, sorgfältig zu behandeln, vor Verlust zu schützen und auf Verlangen der Volkspolizei vorzuzeigen bzw. auszuhändigen;
keine eigenmächtigen Eintragungen im Ausweis vorzunehmen, diesen nicht als Pfand oder zur Benutzung anderen Personen zu überlassen bzw. von anderen Personen entgegenzunehmen;
jeden Wohnungswechsel innerhalb von drei Tagen bei der zuständigen VP-Dienststelle zu melden;
jeden Verlust dieses Ausweises unverzüglich bei der nächsten VP-Dienststelle anzuzeigen.

Що перекладається як:

Громадянин Німецької Демократичної Республіки
Ця ID-картка є вашим найважливішим документом
Тому ви повинні:
завжди носити цю ID-картку при собі, обережно її обробляти, захищати від втрати та надавати на вимогу Volkspolizei;
не робити будь-яких записів у цій ID-картці, не віддавати її іншим особам як заставу або для використання, або приймати від інших осіб;
негайно повідомляти відповідну офісну службу VP про зміну місця проживання протягом трьох днів;
негайно повідомляти про втрату цієї ID-картки найближчій службі VP.

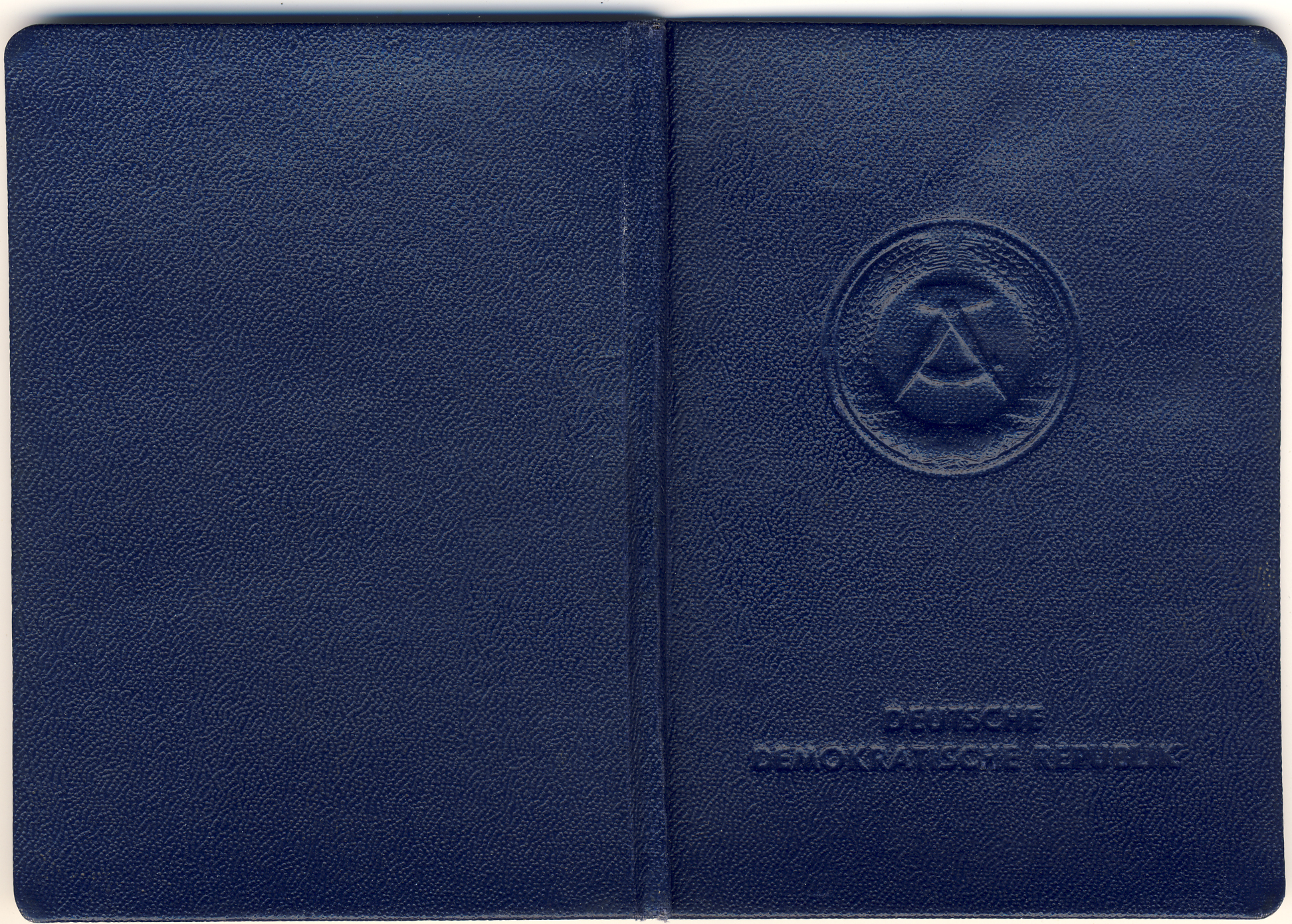
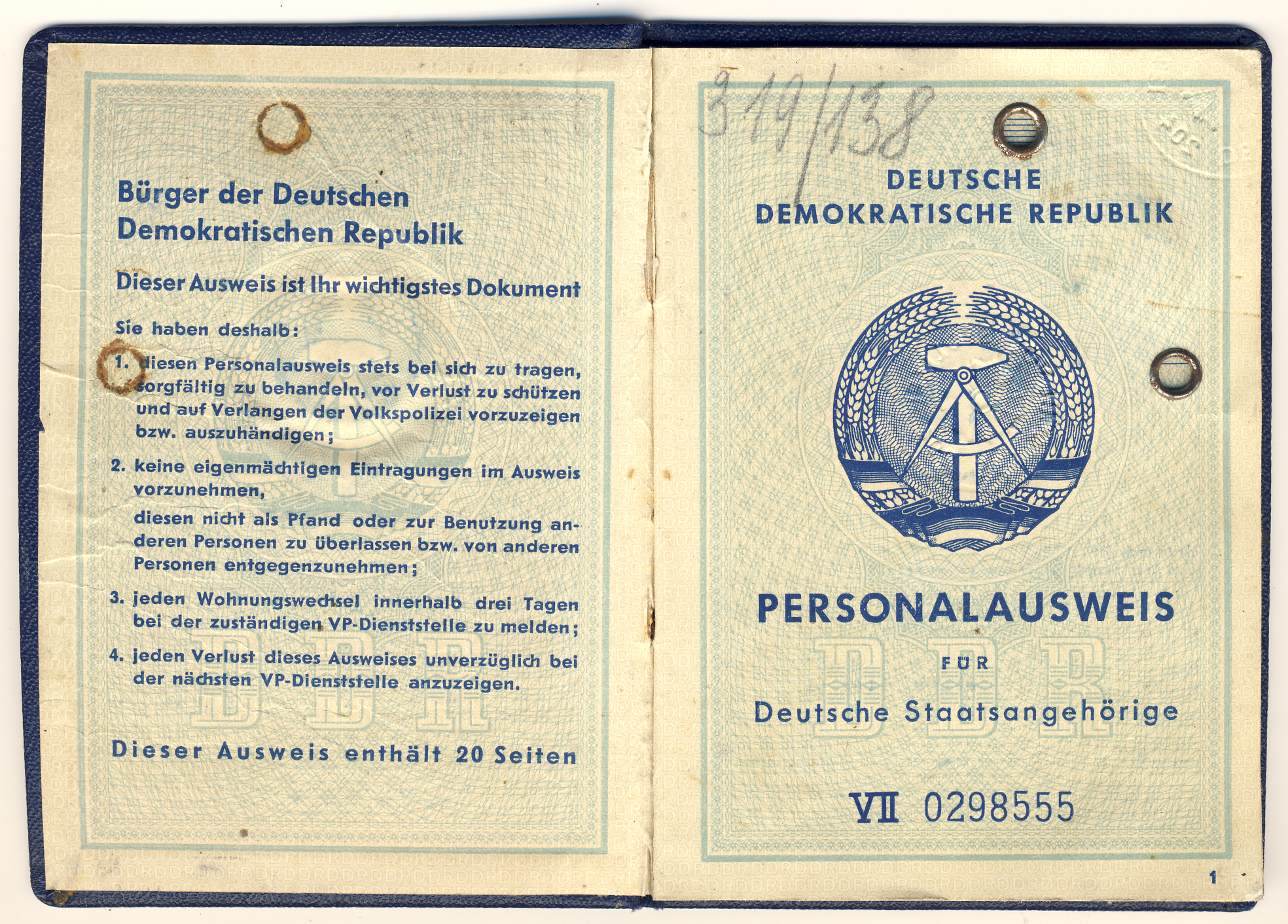
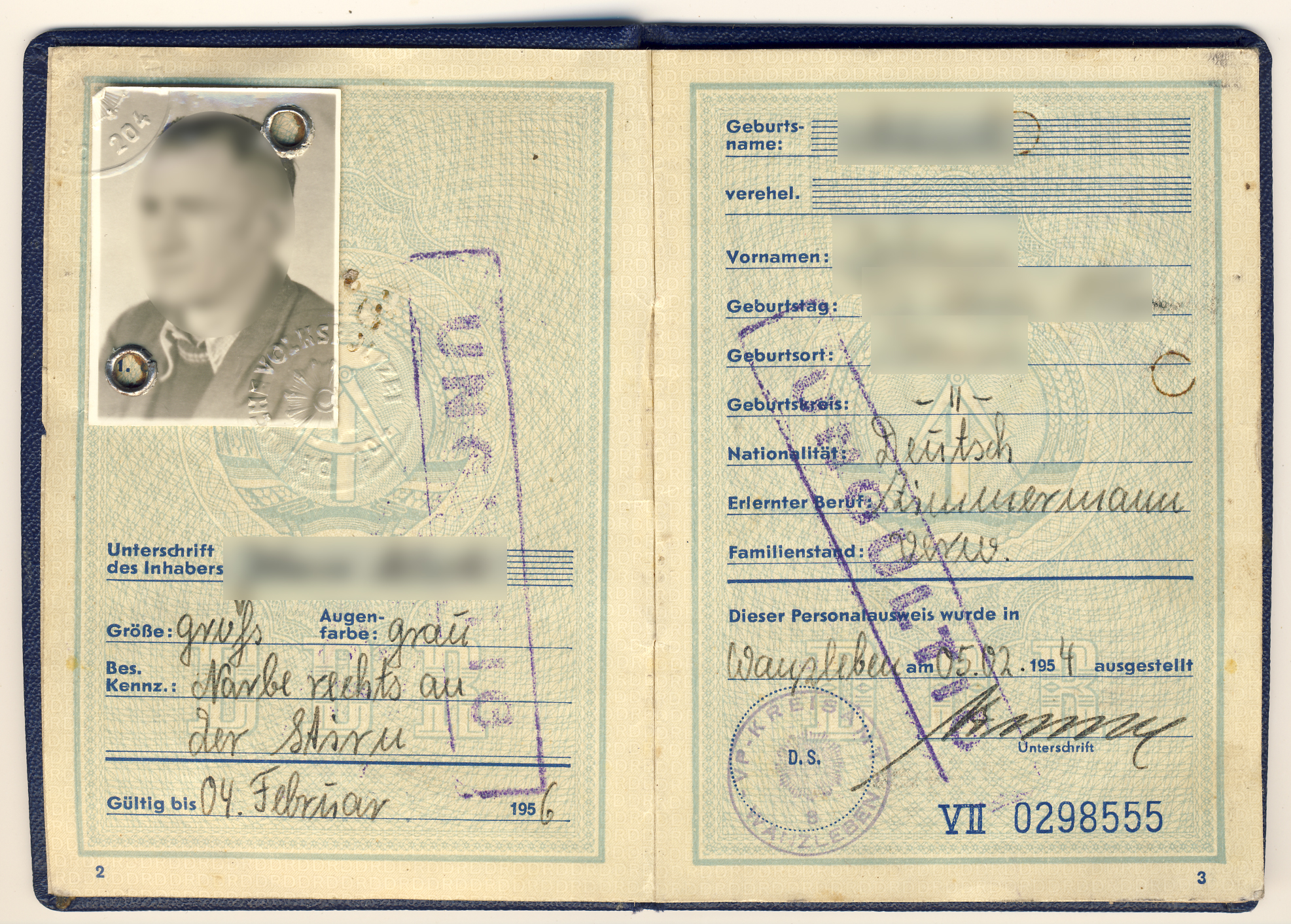
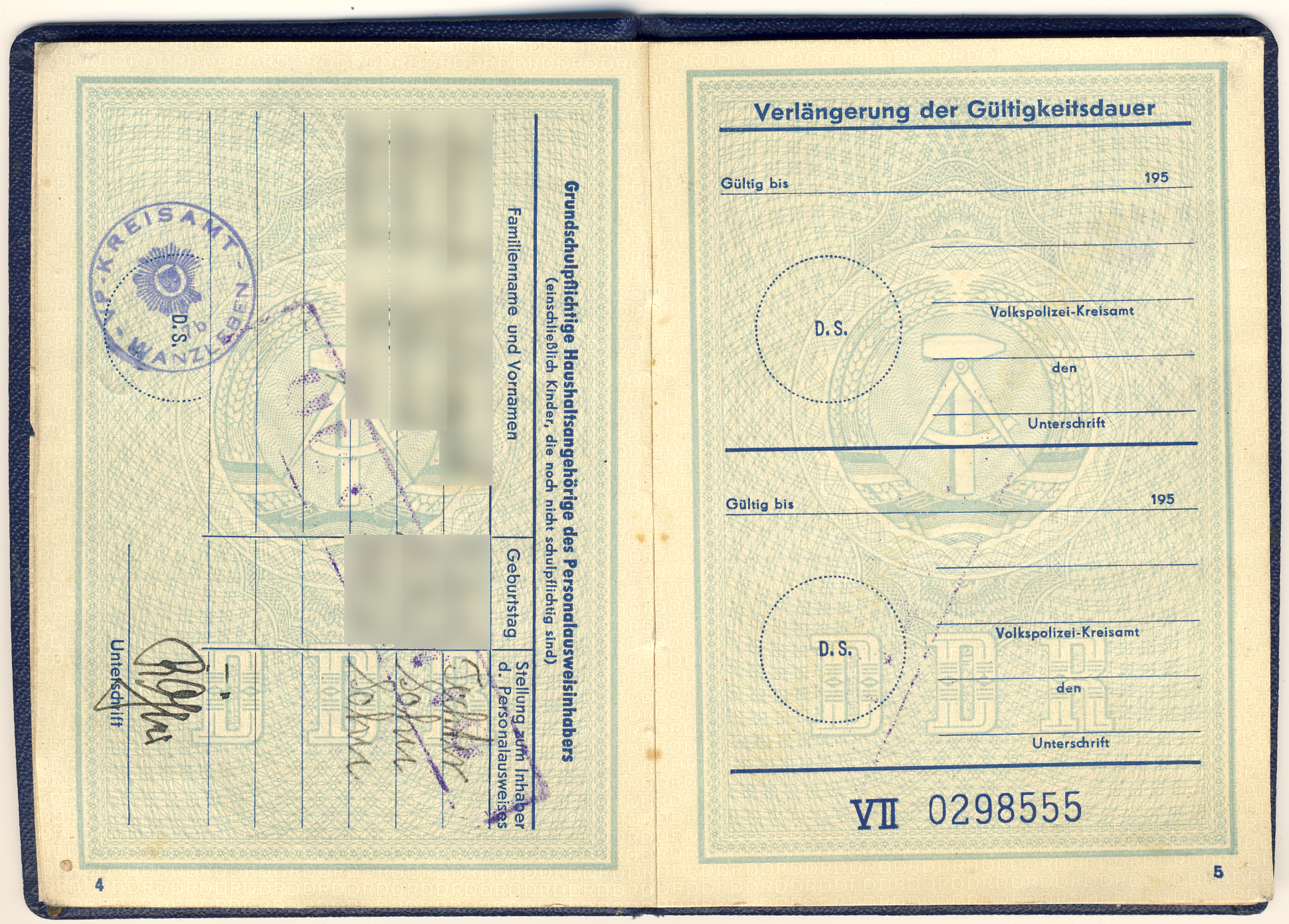
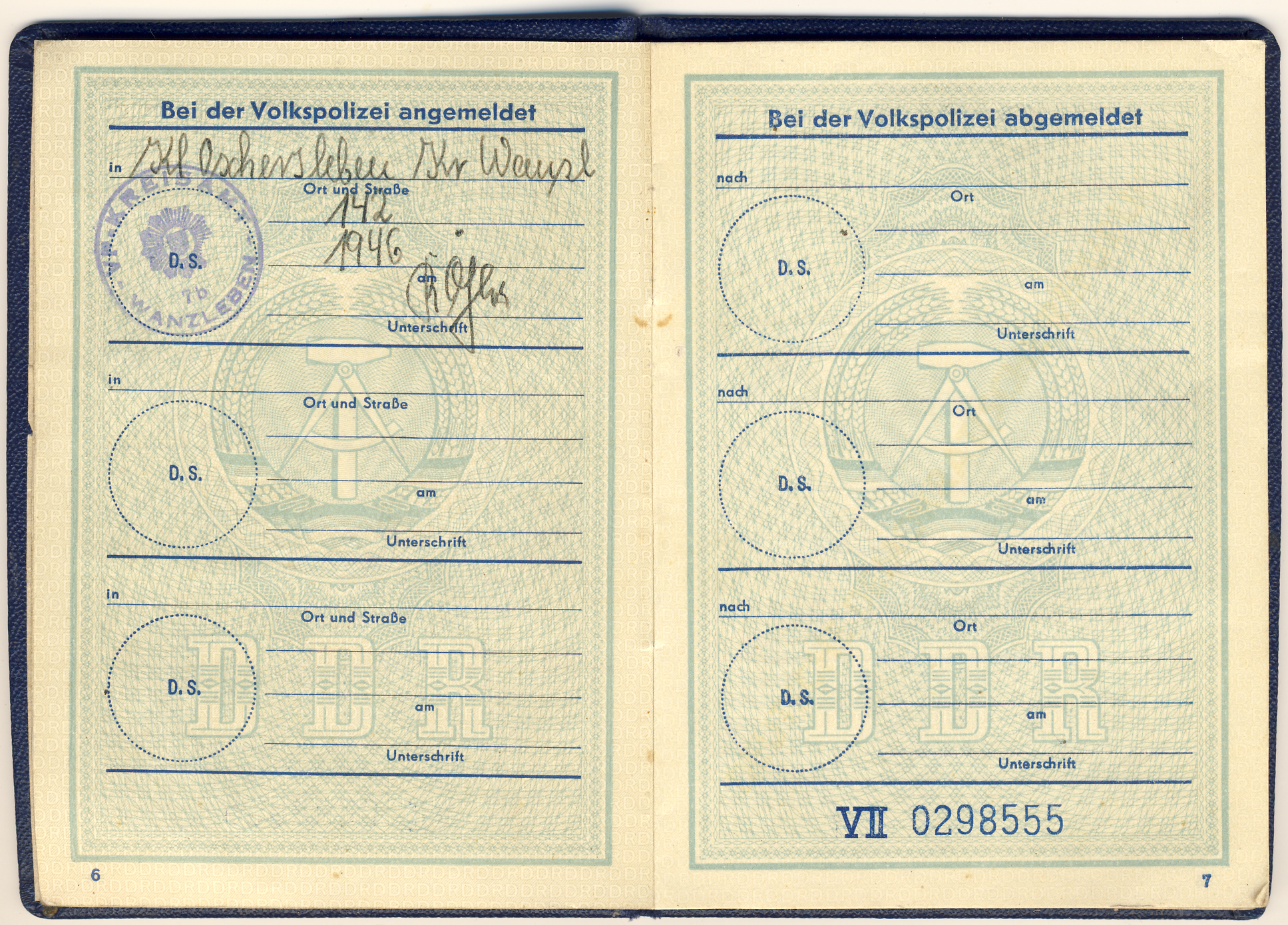
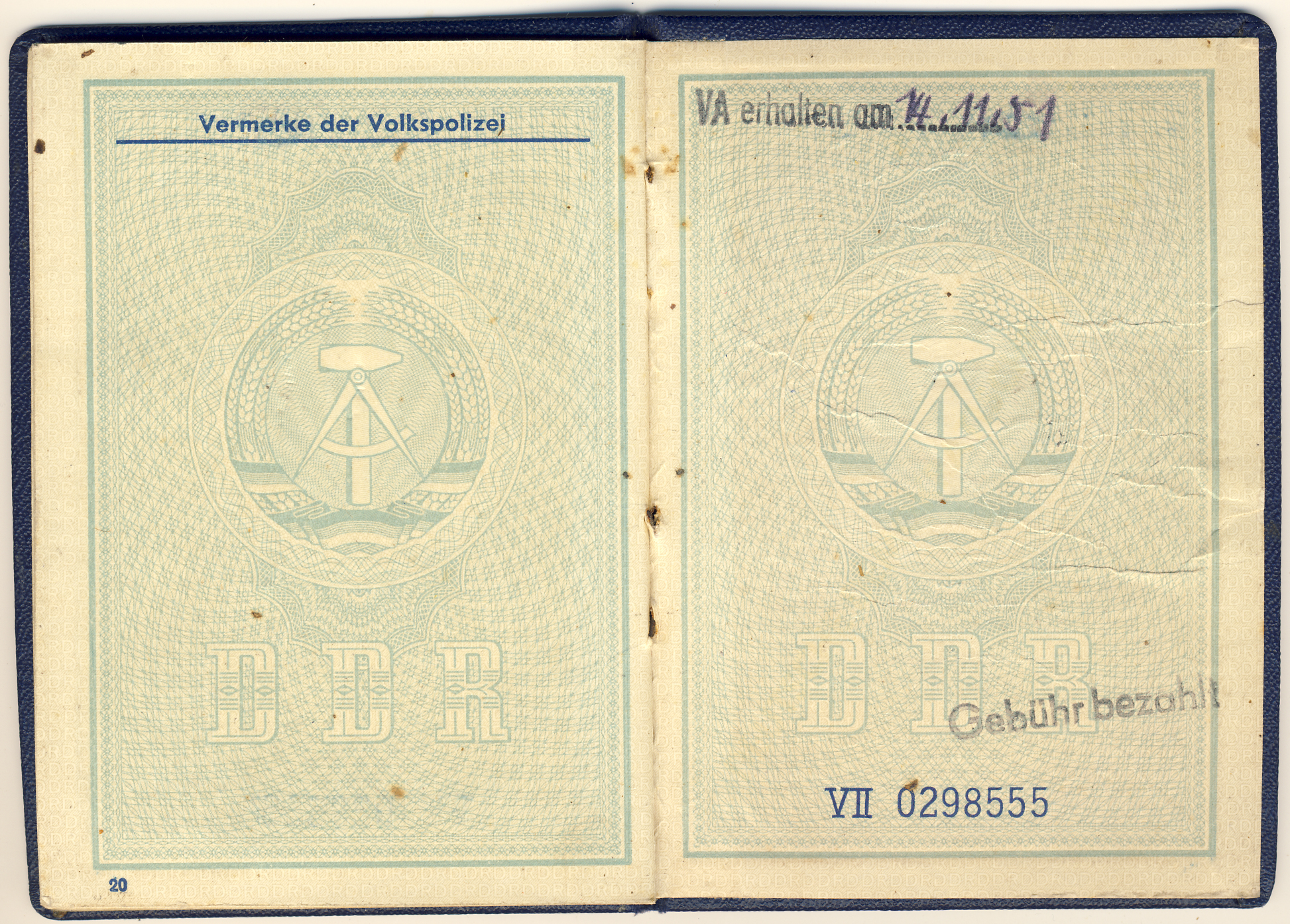

## Зовнішні посилання
Загальна інформація про новий німецький ID-карту на personalausweisportal.de (німецькою)
Загальна інформація про новий німецький ID-карту на bundesdruckerei.de (англійською)
Засоби безпеки нової німецької ID-карти на bundesdruckerei.de (англійською)
Засоби безпеки ID-карти 1987–2001 років на PRADO (англійською)
Засоби безпеки ID-карти 2001–2010 років на PRADO (англійською)
Засоби безпеки поточної ID-карти на PRADO (англійською)
Шаблон:Identity cards